# Icon (Pleasure Beach Resort)
Icon im Pleasure Beach Resort (Blackpool, Lancashire, UK) ist eine Stahlachterbahn vom Modell Launch Coaster des Herstellers Mack Rides, die am 25. Mai 2018 eröffnet wurde. Sie zählt zur Kategorie der Launched Coaster.
Die 1143 m lange Strecke erreicht eine Höhe von 27 m, verfügt über eine 25 m hohe Abfahrt und besitzt eine maximale Querneigung von 120°. Die Züge werden per LSM-Abschuss, wovon es zwei auf der Strecke gibt, auf eine Höchstgeschwindigkeit von 85 km/h beschleunigt. Die Strecke verfügt außerdem über zwei Tunnel, einen Jr. Immelmann und einen Inline-Twist.

## Züge
Icon besitzt drei Züge mit jeweils vier Wagen. In jedem Wagen können vier Personen (zwei Reihen à zwei Personen) Platz nehmen.
Zur 2022er Saison wurde der letzte Wagen eines Zuges durch einen Spinning-Wagen ersetzt und das Erlebnis Ensō genannt. Fahrgäste können gegen eine extra Gebühr in diesem Wagen Platz nehmen.